# Exoprosopa eremita
Exoprosopa eremita är en tvåvingeart som beskrevs av Osten Sacken 1877. Exoprosopa eremita ingår i släktet Exoprosopa och familjen svävflugor. Inga underarter finns listade i Catalogue of Life.